# Uvaroviella tabulatum
Uvaroviella tabulatum är en insektsart som beskrevs av Otte, D. och Perez-gelabert 2009. Uvaroviella tabulatum ingår i släktet Uvaroviella och familjen syrsor. Inga underarter finns listade i Catalogue of Life.